# 鳥越空
鳥越 空（とりごえ そら、2001年12月27日 - ）は、ジャパンラグビーリーグワン日野レッドドルフィンズに所属するラグビー選手。

## プロフィール
- ポジションはプロップ(PR)[1]。
- 身長 176 cm、体重 103 kg

## 略歴
2020年、香椎工業高校卒業後、福岡大学に加入。
2024年、アーリーエントリーで日野レッドドルフィンズに加入。